# EMD SD60
A EMD SD60 é uma locomotiva diesel-elétrica de seis eixos e 3.800 cavalos de potência (2.800 kW) construída pela Electro-Motive Diesel, destinada a serviços de carga pesada em médias velocidades. Foi introduzida em 1984 e a produção foi encerrada em 1995.

## História e Desenvolvimento

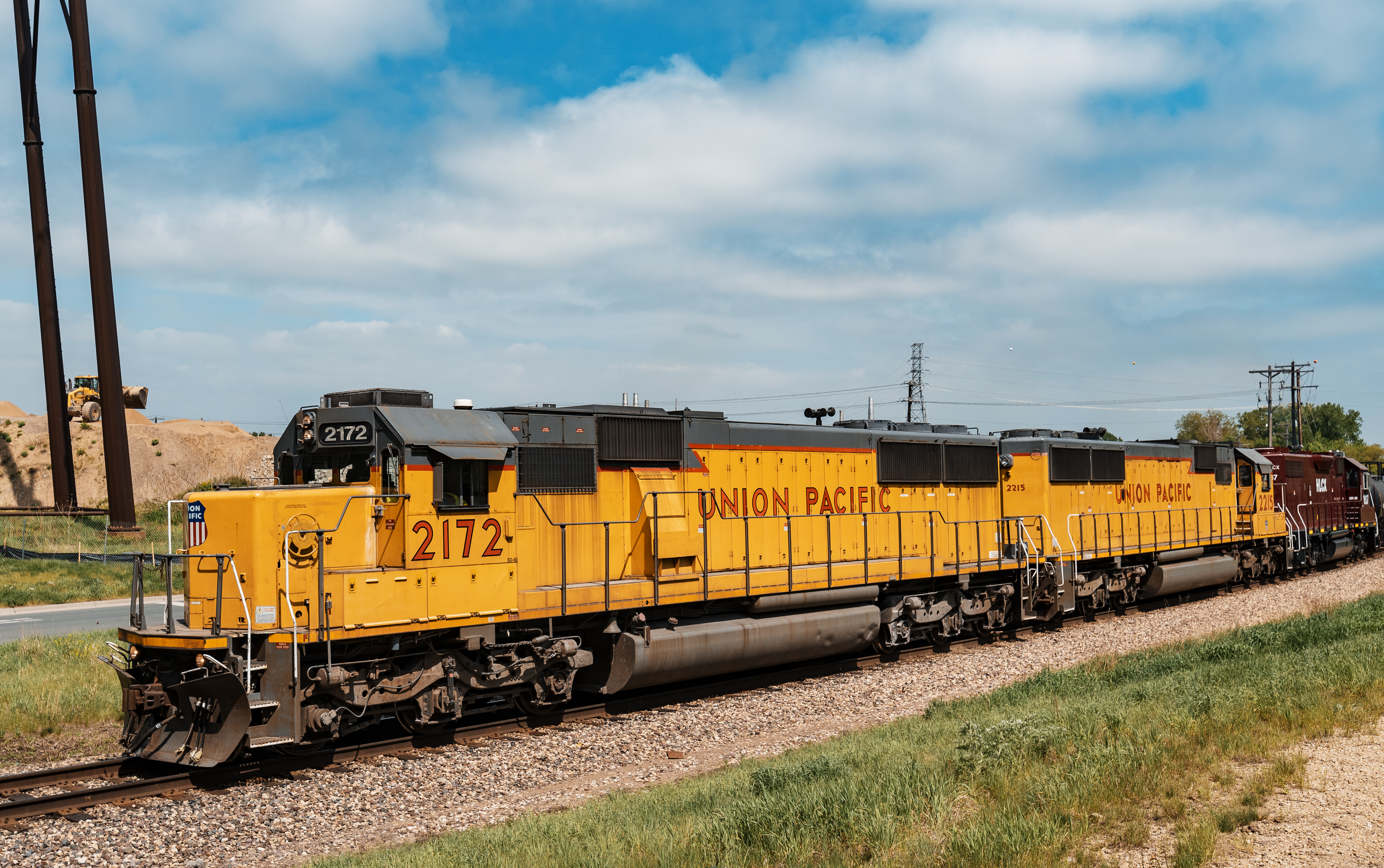
Dupla de SD60 da Union Pacific Railroad

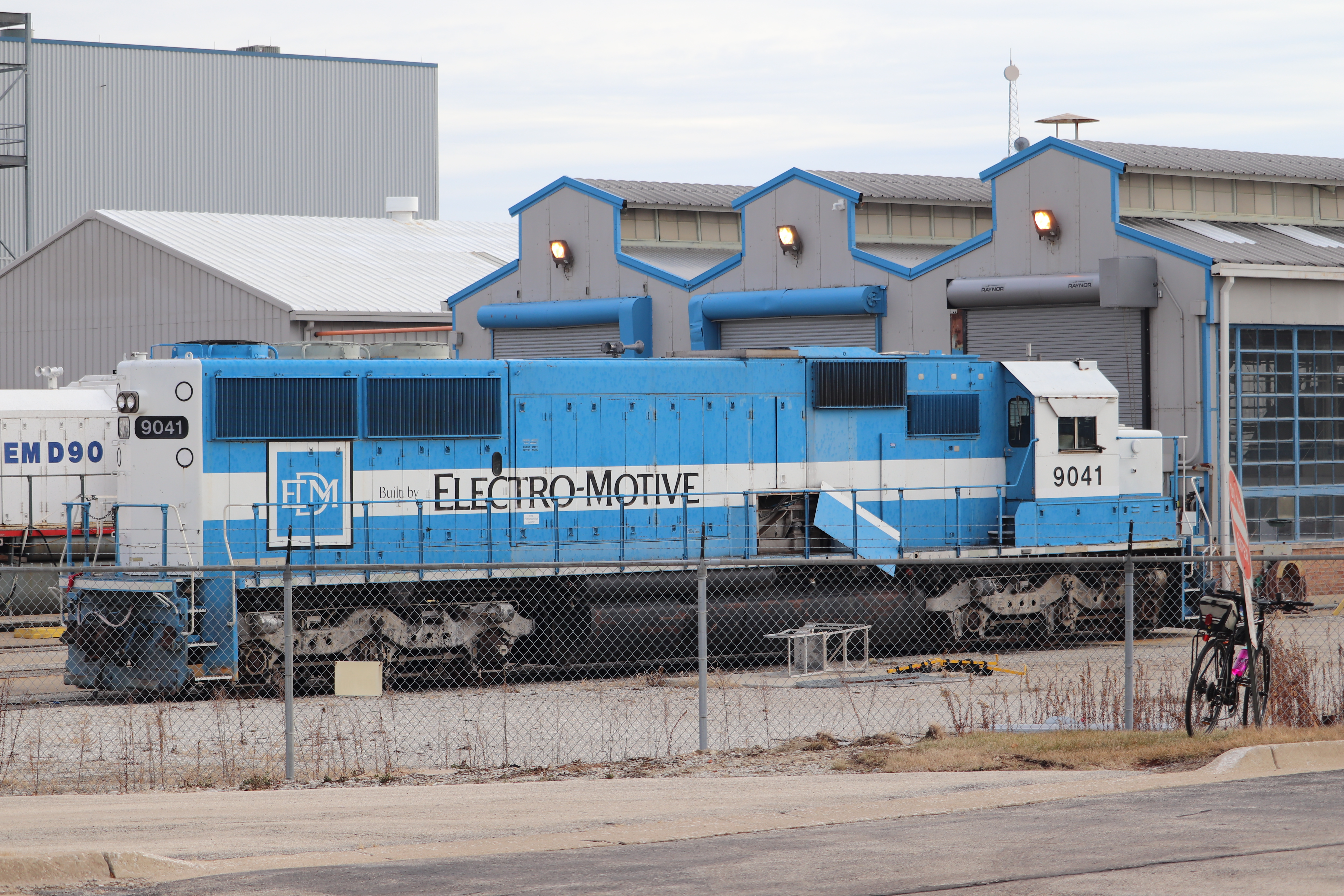
Protótipo da EMD SD60

O desenvolvimento das SD50 e SD60 em meados dos  anos 1970s e começo dos anos 80 foi uma resposta ao lançamento das GE B36-7 e GE C36-7 de 3600 hp (2.7MW) pela maior concorrente da EMD na época, a GE. Em 1980, o modelo EMD SD50 foi adicionado ao catálogo da EMD. Entretanto, a SD50 rapidamente se tornou um fracasso em termos de vendas devido a sua mecânica de baixa confiança, parte elétrica complexa e sistema de tração único da série 50, que exigia algumas peças de reposição não compatíveis com as dos modelos SD40 e SD45. EMD começou rapidamente a desenvolver a série SD60, que melhoraria os pontos fracos da SD50.  Entretanto os desenhos da cabine e casa de motores e radiadores são indistinguíveis se comparados com as últimas SD50. Mas a SD60 já vinha com o novo EMD 710-G3A de 16 cilindros, alternador principal AR-11, motores de tração  D-87 e um sistema de controle microprocessado que controlava vários sistemas da locomotiva eletronicamente, como patinação e amperagem.  Mecanicamente, a SD60 é melhor em economia e eficiência do que a SD50, porem isso não foi o bastante para retomar o mercado perdido e maquiar a mesma elétrica e mecânica de baixa confiança plagiada da SD50. EMD chegou a anunciar que três SD60 poderiam substituir quatro SD40-2, fato consumado realmente apenas com a SD70MAC, quase uma década mais nova.

## Variantes
Diversas variantes da SD60 foram produzidas, incluindo:
- A SD60 padrão, com cabine tipo spartan cab da EMD SD40-2.

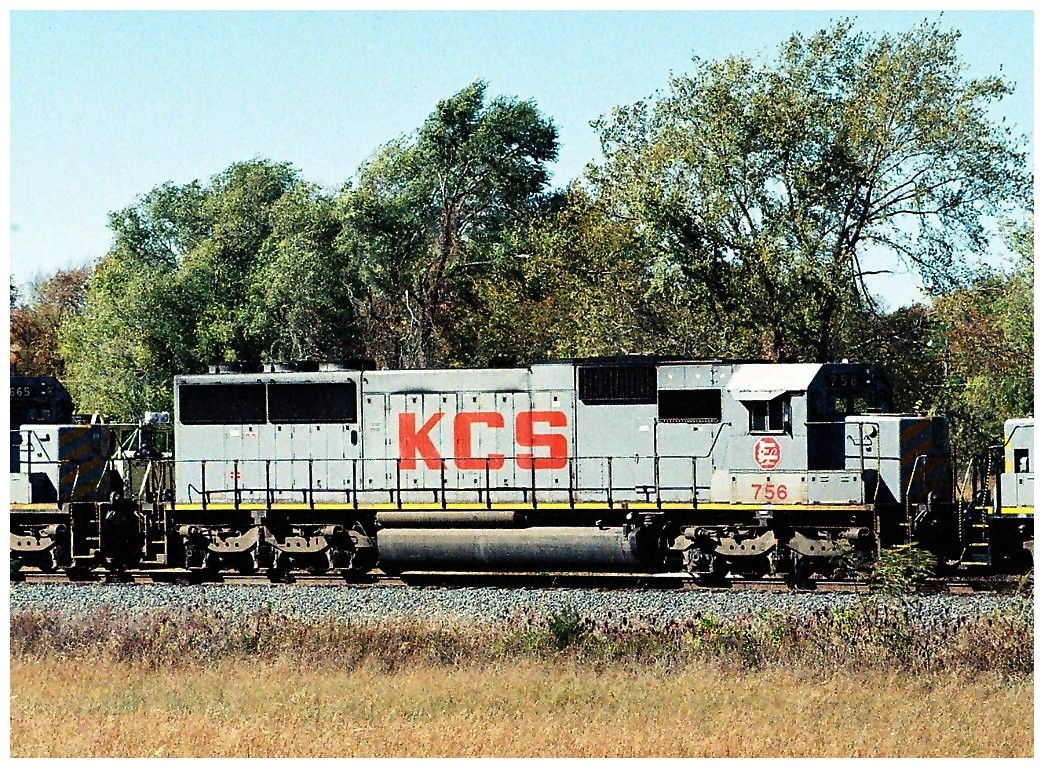
SD60 standard da extinta Kansas City Southern

- A SD60F, comprada e operada pela Canadian National Railway, tem um corpo ao estilo Cowl Unit/Cowl Body e possui quatro vidros na frente da cabine.
- A SD60I "WhisperCab" uma variação de cabine que isola a vibração e som usando borracha PU. A mesma cabine foi usada depois na SD70I, SD80MAC e a SD90MAC. Só a Conrail comprou essas máquinas. Todas elas estão na Norfolk Southern e CSX atualmente.

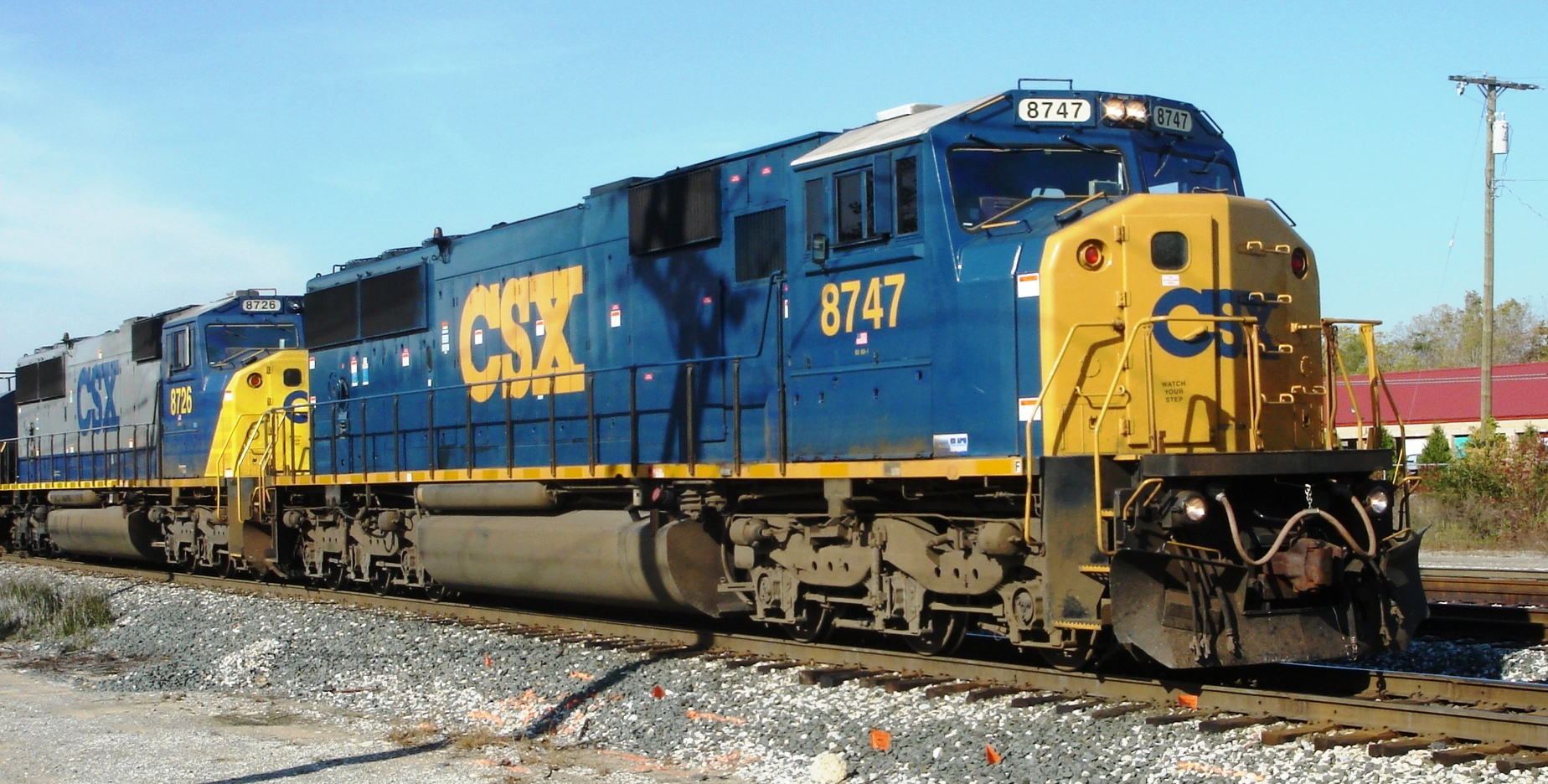
SD60I da CSX Transportation

- A SD60M, primeiras compradas pela Union Pacific com a "North American safety cab", primeiras unidades produzidas com 3 vidros frontais, posteriormente substituídos por apenas 2.
- A SD60MAC uma variação da SD60M de corrente alternada. Ao todo quatro unidades da SD60MAC foram testadas na Burlington Northern provando a viabilidade do sistema de tração AC da EMD, mas todas as compras subsequentes foram de EMD SD70MAC.

## As SD60's Brasileiras
Foram compradas pela Estrada de Ferro Carajás duas locomotivas, junto a Villares Metals S/A, antiga subsidiária da EMD no Brasil. Foram denominadas de SD60M por serem adaptadas a bitola larga (1600mm) e possuírem cabine com 3 janelas frontais, sendo que as mesmas foram entregues em outubro de 1991. Foram as últimas locomotivas fabricadas pela Villares no Brasil antes da sua fusão com a General Electric do Brasil em 1992.  
Foram numeradas como EFC 601 e 602 e não se encontram mais em operação.